# 滋賀県公安委員会
滋賀県公安委員会（しがけんこうあんいいんかい）は、滋賀県警察を管理するため滋賀県知事所轄の下に設置される行政委員会である。3人の委員で組織される。所在地は大津市打出浜1番10号である。

## 委員
- 委員長
  - 高橋啓子
- 委員
  - 大塚義彦
  - 北村嘉英

## 下部組織
- 滋賀県警察